# Rheinmetall MG3
La MG3 (Maschinengewehr 3, ‘ametralladora 3’ en alemán) es una ametralladora de propósito general fabricada por la empresa alemana Rheinmetall como una evolución de la MG 42. También se fabrica bajo licencia y es usada por las fuerzas armadas de diversos países.

## Desarrollo
Es una versión mejorada de la MG1, que a su vez es una versión rediseñada de la alemana MG 42 de la Segunda Guerra Mundial en calibre 7,62 × 51 mm OTAN. Se eligió la designación MG3 debido a que MG2 se usaba para referirse a las MG 42 recalibradas para disparar munición de 7,62 mm.
Precisamente esa es una de las pocas modificaciones efectuadas en la MG3 sobre el modelo original MG 42, ya que el diseño original es tan sencillo y funcional que apenas se ha modificado esta arma desde sus orígenes hasta hoy. Prácticamente las únicas variaciones al margen del calibre son los materiales, mejorando las aleaciones e incluyendo plásticos en los últimos modelos y alguna pequeña mejora casi imperceptible, salvo para expertos.

## Características

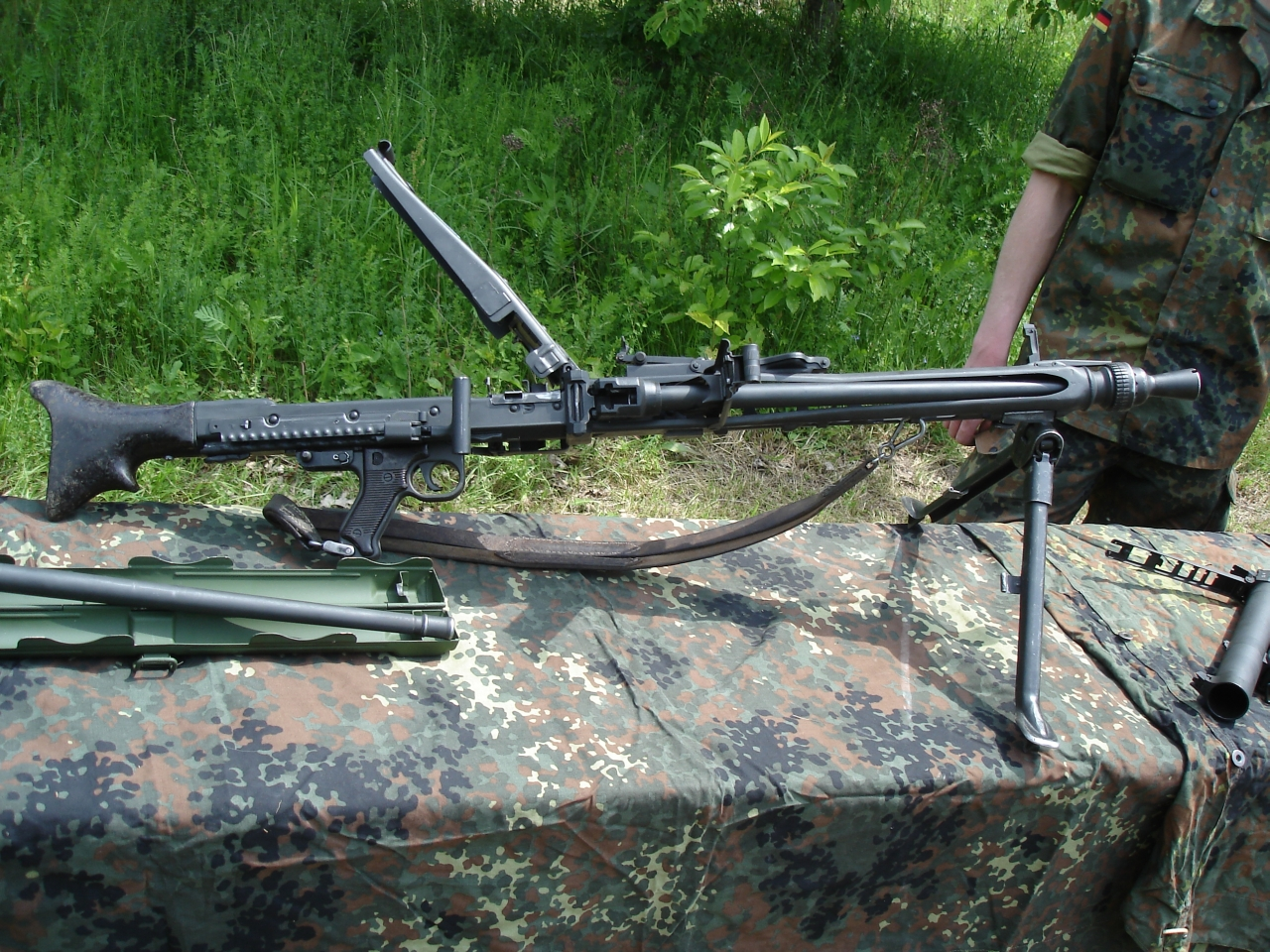
Una MG3 del Ejército alemán parcialmente desmontada.

Se puede disparar sólo con el bípode que trae incorporado y que hace que la MG3 se «tumbe» literalmente cuando está apoyado dicho bípode en el suelo, por lo que gana estabilidad y precisión debido también a su retroceso bastante compensado y amortiguado.
Asimismo puede dispararse montada en un trípode que pesa 14 kg que le confiere aún más precisión y que normalmente se monta sólo en posiciones defensivas estables, por lo engorroso que resulta transportarlo y prepararlo durante un movimiento ofensivo. Puede ser montada igualmente en soportes para vehículos de transporte de tropas o blindados, como arma coaxial también en vehículos blindados, en la torreta o en un bastidor, donde pueden ir dos MG3 paralelas que son usadas para defensa antiaérea.
La MG3 es la ametralladora por excelencia de varios ejércitos aún hoy en día porque ha demostrado ser muy dura y resistir bien el barro, la arena y cualquier otra eventualidad. El único problema que tiene es que en fuego sostenido a ráfaga continua hay que cambiar el cañón cada 250 disparos efectuados (lo que por otra parte es una ganancia, ya que no tiene que esperar a que se enfríe), a fin de que este no se deforme por la temperatura alcanzada y quede inservible. Este mismo problema presentaba su antecesora la MG 42, puesto que también era enfriada por aire y tenía una gran cadencia de tiro. Un equipo bien entrenado es capaz de cambiar el cañón en menos de medio minuto, ya que el cañón es ligero (1,8 kg) y es una operación sencilla, pero durante ese cambio son muy vulnerables. La mecánica de la MG3 es en general de gran sencillez, lo cual la hace más versátil aún.
Puede ser alimentada por cinta de munición que se puede ir empalmando de forma continua, aunque da lo mismo, porque la operación de recarga con esta ametralladora se hace de manera muy rápida. Asimismo puede alimentarse con tambores o cajas portacinta, lo cual evita interrupciones, aunque limita la cantidad de tiros, si no hay asistente de ametralladora que sujete la cinta según va entrando en la recámara.
Es conocida específicamente en el ejército español como «la máquina» y aún hoy incluso existen algunas ametralladoras fabricadas en los años 50 que están perfectamente operativas.
Actualmente existe otra ametralladora del fabricante Heckler & Koch, llamada MG4 de menor calibre (5,56 mm) y más compacta, que no tiene nada que ver con la MG3, aunque algunos creen erróneamente que se trata de un nuevo modelo.

## Historia
La producción de la MG3 arrancó en 1959 bajo el nombre de MG42/59. En 1968 Rheinmetall GmbH cambió su denominación por la de MG3 y comenzó su producción en masa para los ejércitos de distintos países. En otros países, como por ejemplo la antigua Yugoslavia, se han realizado durante muchos años copias idénticas de esta excelente arma.
La MG 42 y MG3 se fabricó en España, bajo licencia, en la fábrica de Santa Bárbara en Oviedo, bajo licencia de la empresa alemana Rheinmetall. Esto se debió a las restricciones impuestas a Alemania después de la Segunda Guerra Mundial, que limitaban su capacidad para producir armamento.
La venta de la patente a Santa Bárbara permitió a la empresa española producir versiones de la MG3, que luego fueron utilizadas por las fuerzas armadas españolas y también exportadas a otros países, como Chile. La "S" en la designación MG1A3S efectivamente indica su origen español.
Entre las tropas españolas se le llamaba con el sobrenombre de «la máquina». Una escuadra de ametralladora del Ejército Español estaba formada por un cabo, que llevaba la ametralladora y 3 soldados, uno lleva un cañón de recambio y una caja de munición de 500 cartuchos y los otros dos llevan una caja de municiones cada uno y en algunos casos también el trípode articulado.

## Variantes

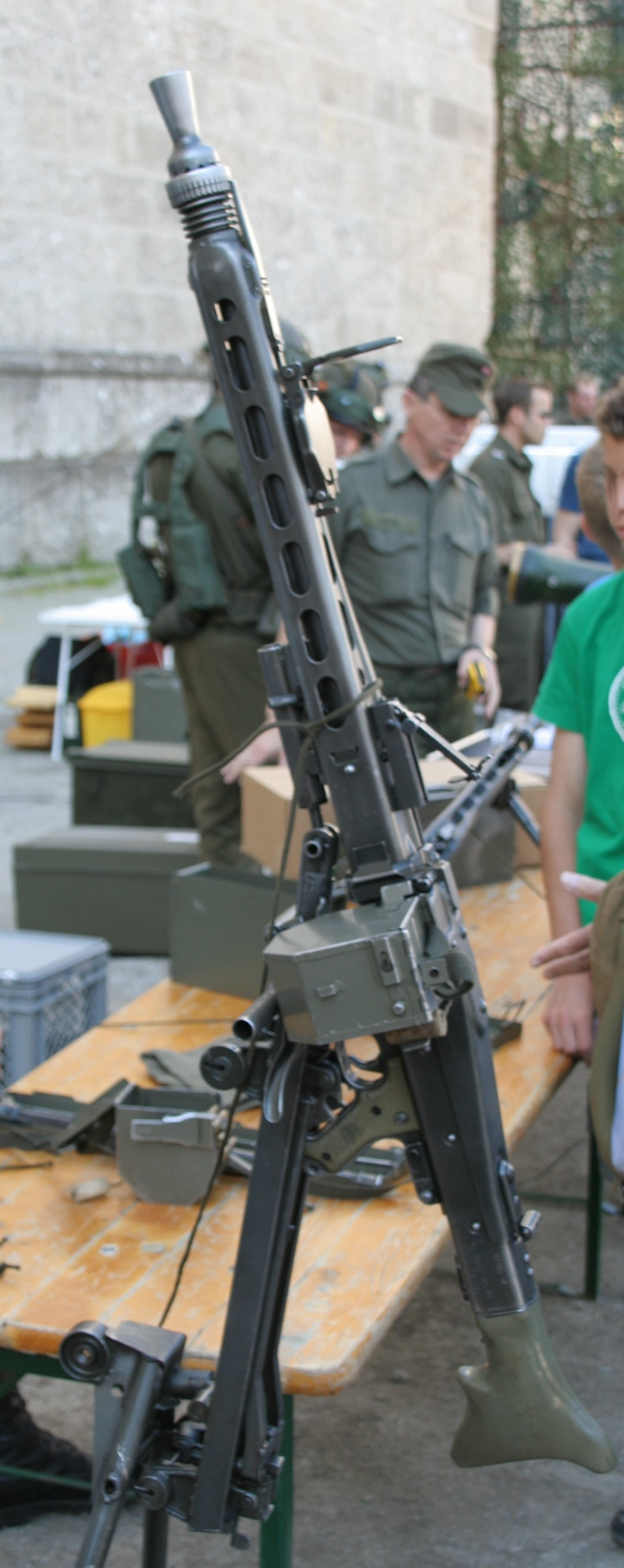
MG74, MG3 de fabricación austriaca.

- MG1: versión de la MG 42 rediseñada por Rheinmetall, el cambio más notable es el paso a calibre 7,62 mm.
- MG1A1 (MG42/58): como la MG1, pero con miras ajustadas para la nueva munición. Miras añadidas a las MG1 existentes.
- MG1A2 (MG42/59): variante de la MG1A1; mejorada con portilla de eyección más larga, cerrojo más fuerte y anillo de fricción pulido.
- MG1A3: variante de la MG1A2; mejorados sus componentes principales.
- *MG1A3 S: variante de la MG1A3, nuevo afuste de aluminio que reduce significativamente su peso y mejoras para el sistema de punteria nocturna, también reducción en el peso debido a su nueva culata de polimero.
- MG1A4: variante de la MG1 para usar montada en blindados.
- MG1A5: variante de la MG1A3 para usar montada en blindados.
- MG2: designación para todas las MG42 originales recalibradas a 7,62 mm.
- MG3: variante de la MG1A3 mejorada, con alza antiaérea.
- MG3E: variante de la MG3; modelo con peso aligerado (1,3 kg más ligera).
- MG3A1: variante de la MG3 para usar montada en blindados.
- MG14z:

## Operadores

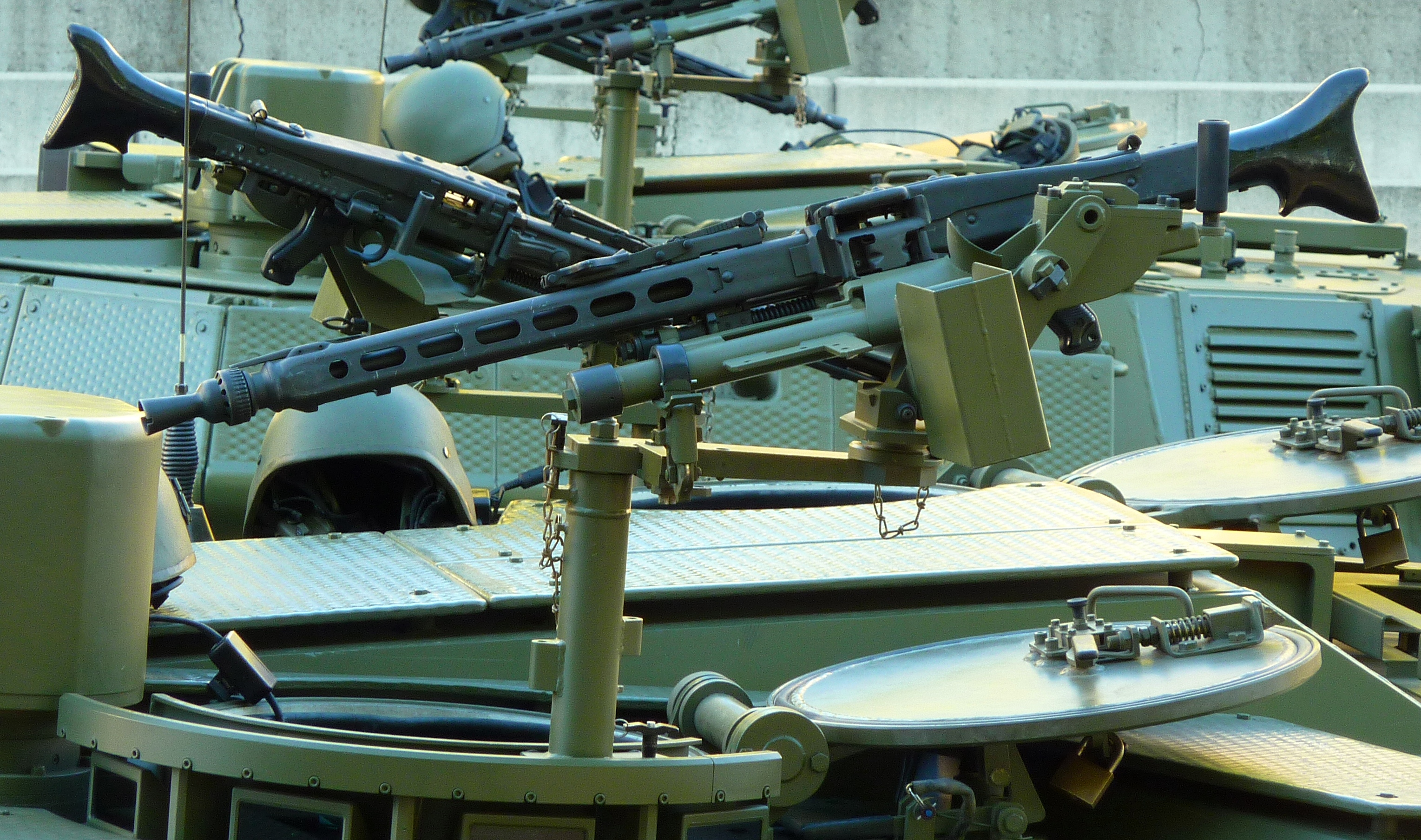
Dos MG3 del Ejército de Tierra Español montadas en la torreta de un Centauro.

### Usuarios OTAN
- Alemania
- Dinamarca
- España

Ejército de Tierra.
Armada Española.
Infantería de Marina.
Ejército del Aire (EZAPAC).
Guardia Civil (GAR) (montadas en blindados BLR).
Servicio de Vigilancia Aduanera
- Estonia
- Finlandia: (es denominada localmente como 7,62 KK MG3)
- Grecia

(licencia de producción de EAS)
- Italia

(Producida bajo licencia por Beretta, como la MG 42/59)
- Lituania
- Noruega
- Portugal

(es denominada como la M960)
- Polonia
- Suecia: (la Ksp 94, usada en blindados)
- Turquía

(producida bajo licencia desde 1974, por MKE en Kirikkale).

### Usuarios no OTAN

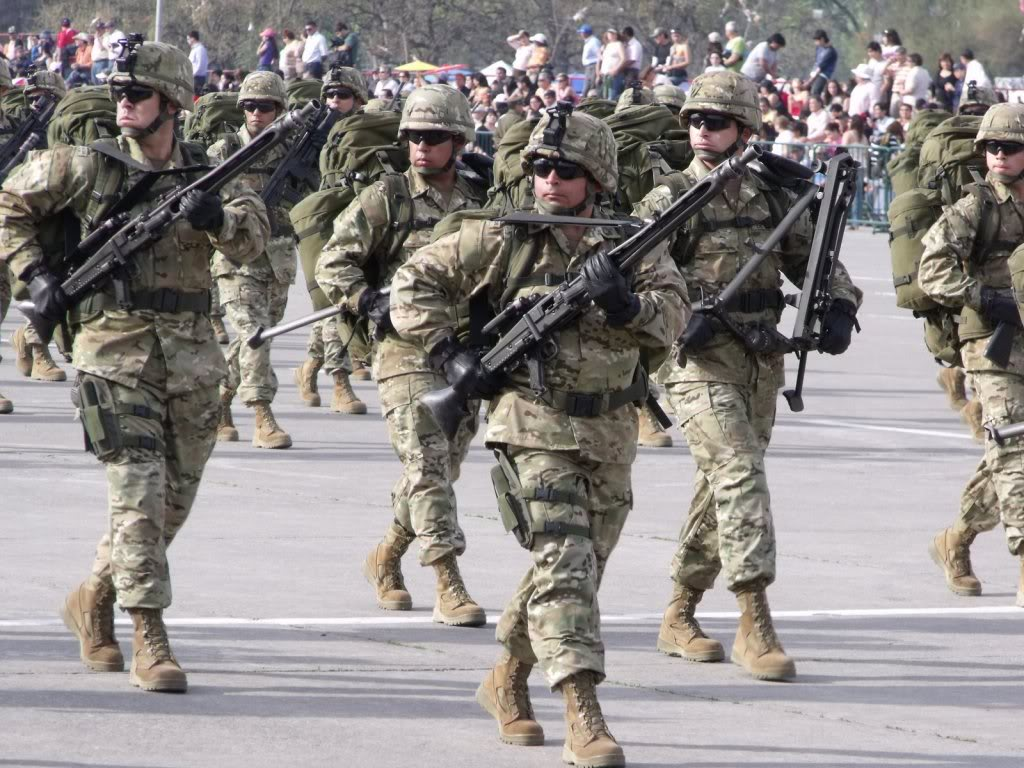
Infantes de Marina chilenos desfilando con ametralladoras MG1A3 S.

- Arabia Saudita
- Australia

(usada en los tanques Leopard 1)
- Austria

(versión MG 74 desarrollada por Steyr y Beretta en 1974)
- Bosnia y Herzegovina[1]
- Brasil

Usada en los tanques Leopard 1A5Br.
- Chile

Usada en los tanques Leopard 2, en los transportes blindados de personal Marder y en todas las unidades de sus divisiones de combate (infantería, artillería, reconocimiento).
- Croacia[1]
- Eslovenia[1]
- Irán: (producida bajo licencia por DIO)
- México: (producida bajo licencia por SEDENA)
- Pakistán: (producida bajo licencia por Pakistan Ordnance Factories)
- Serbia[1]
- Uruguay
- Ucrania: (suministradas por Alemania)

### Desarrollos relacionados
- MG 42
- MG 51

### Listas relacionadas
- Anexo:Materiales del Ejército de Tierra de España
- Anexo:Materiales de la Infantería de Marina Española